# Katja Scharenberg
Katja Scharenberg (* 1980) ist eine deutsche Soziologin und Erziehungswissenschaftlerin und seit 2023 Professorin und Lehrstuhlinhaberin für Allgemeine Pädagogik, Erziehungs- und Sozialisationsforschung an der Ludwig-Maximilians-Universität (LMU) München. Ihre Schwerpunkte in Forschung und Lehre sind unter anderem Inklusion und Heterogenität.

## Leben
Von 2000 bis 2007 studierte Scharenberg an der Universität zu Köln und am University College London mit dem Abschluss Magister artium in Soziologie in Köln. Anschließend war sie von 2007 bis 2012 wissenschaftliche Mitarbeiterin am Institut für Schulentwicklungsforschung. Die Promotion zur Dr. phil. folgte im Jahr 2011 in Erziehungswissenschaft an der TU Dortmund. Als Senior Researcher forschte sie ab 2013 an der Universität Basel und an der Universität Bern. In ihrer Forschung ging sie unter anderem der Frage nach, ob Leistung oder soziale Herkunft den tatsächlichen beruflichen Erfolg im jungen Erwachsenenalter bestimmen. Von 2015 bis 2016 lehrte sie als Juniorprofessorin (W1) für Soziologie an der PH Weingarten. Von 2016 bis 2021 war sie Juniorprofessorin (mit Tenure Track) für Inklusion mit dem Schwerpunkt Heterogenität an der Pädagogischen Hochschule Freiburg und dort von 2021 bis 2023 Professorin (W3) für Bildungssoziologie.
Sie war ab 2017 Stipendiatin im Eliteprogramm für Postdocs der Baden-Württemberg Stiftung. 2020 wurde sie an der TU Dortmund habilitiert und erhielt die Lehrbefugnis für das Fach Erziehungswissenschaft mit dem Schwerpunkt Empirische Bildungsforschung. Im Oktober 2021 nahm sie den Ruf auf eine W3-Professur für Bildungssoziologie an der Pädagogischen Hochschule Freiburg an. Seit September 2023 ist sie Inhaberin des Lehrstuhls (W3) für Allgemeine Pädagogik, Erziehungs- und Sozialisationsforschung an der Ludwig-Maximilians-Universität (LMU) München.

## Schriften (Auswahl)
- mit Wilfried Bos, Carola Gröhlich, Denisa-Felicia Dudas und Karin Guill: KESS 8 – Skalenhandbuch zur Dokumentation der Erhebungsinstrumente. Waxmann, Münster 2010, ISBN 978-3-8309-2504-0.
- Leistungsheterogenität und Kompetenzentwicklung. Zur Relevanz klassenbezogener Kompositionsmerkmale im Rahmen der KESS-Studie. Waxmann, Münster 2012, ISBN 3-8309-2703-7.
- Heterogenität in der Schule. Definitionen, Forschungsbefunde, Konzeptionen und Perspektiven für die empirische Bildungsforschung. In: Jahrbuch der Schulentwicklung, Band 17, Beltz Juventa, Weinheim 2013, ISBN 978-3-7799-5062-2, S. 10–49
- Hrsg. und Autorin mit Sandra Hupka, Thomas Meyer und Manfred Max Bergmann: Transitionen im Jugendalter : Ergebnisse der Schweizer Längsschnittstudie TREE = Transitions juvéniles en Suisse, Band II, Institut für Soziologie der Universität Basel, Seismo Verlag, Zürich 2016, ISBN 978-3-03777-157-0
- Schulische Kontexte als differenzielle Lern- und Entwicklungsmilieus. Strukturelle und kompositionelle Bedingungen von Bildungserfolgen. Kumulative Habilitationsschrift, TU Dortmund 2019